# Сидоров, Николай Егорович
Никола́й Его́рович Си́доров (9 [22] мая 1910, Гурьевка, Вятская губерния — неизвестно) — советский хозяйственный, государственный и политический деятель.

## Биография
Родился 9 (22) мая 1910 года в деревне Гурьевка Слудской волости Орловского уезда в коми крестьянской семье. Член ВКП(б).
В 1921 году окончил Слудскую начальную школу. С 1923 года работал в сельском хозяйстве, с 1926 — лесорубом на лесозаготовках, сплавщиком на лесосплаве, в 1931—1933 годы — прицепщиком, плугарем, трактористом трактора «Интер» в Мутницком льносовхозе им. 10-летия Коми области (Мутницкий сельсовет Летского района).
В 1932 году призван в РККА. Окончив полковую школу в Смоленске, по 1934 год служил танкистом, командиром башни танка Т-26.
В 1934—1935 годы — заместитель председателя Слудского сельсовета, член бюро Летского райкома ВЛКСМ. В 1936—1937 годы, по окончании Зюкайской школе комбайнёров (Свердловская область) — комбайнёр в Мутницком льносовхозе.
В 1937 году избран членом бюро ВЛКСМ Коми АССР: заведовал отделом руководящих комсомольских органов, был вторым секретарём республиканского комитета ВЛКСМ (Коми АССР).
Избирался депутатом (от Усть-Цилемского избирательного округа № 384) Совета Национальностей Верховного Совета СССР 1-го созыва (1937—1946).